# Жълт лотос
Жълтите лотоси (Nelumbo lutea) са вид покритосеменни растения от семейство Лотосови (Nelumbonaceae). Те са водни растения, които обитават езера или блата, както и периодично наводнявани местности. Корените им достигат дъното, а листата и цветовете плават на повърхността.